# Bishops Lydeard
Bishops Lydeard is een civil parish in het bestuurlijke gebied Somerset West and Taunton, in het Engelse graafschap Somerset met 2839 inwoners.